# 도쿠사촌 (야마구치현)
도쿠사촌(徳佐村)은 야마구치현 아부군에 설치되었던 촌이다. 현재의 야마구치시에 해당한다.